# Maurytyjczycy pochodzenia indyjskiego
Maurytyjczycy pochodzenia indyjskiego lub Maurytyjczycy pochodzenia hinduskiego (ang. Indo-Mauritians, fr. indo-mauriciens) – Maurytyjczycy, którzy pochodzą od imigrantów z Indii. Społeczność hinduska stanowi większość mieszkańców tego państwa.

## Historia
Między 1834, a 1911 rokiem na Mauritius przybyło około 452 tysiące indyjskich imigrantów, którzy zazwyczaj zaczynali swą podróż w Kolkacie. Dla porównania, w tym samym czasie na wyspę przybyło ok. 25 tysięcy Chińczyków, ok. 7630 Afrykańczyków i ok. 5000 Malgaszy. W 1849 roku z uwagi na dużą liczbę indyjskich imigrantów zarobkowych (każdego roku przybywały ich tysiące) wybudowano Aapravasi Ghat. Ten kompleks budynków odegrał ważną rolę w codziennym funkcjonowaniu Mauritiusu, który był wówczas brytyjską kolonią. W 1860 jedynie Hindusi pracowali na maurytyjskich plantacjach trzciny cukrowej. Po tym, jak umowy regulujące ich pracę i warunki życia wygasały, część Hindusów wracała do ojczyzny, ale liczba reemigrantów znacząco zmniejszyła się do 1860 roku. W podobnym czasie miał miejsce kryzys branży cukrowej, przez który znacznie zmniejszyła się liczba rekrutowanych pracowników. Z tego powodu w latach 1870–1920 przeprowadzono wielką parcelację. Wtedy Maurytyjczycy pochodzenia francuskiego, którzy posiadali ziemię, sprzedali część z niej tym Hindusom, którym udało się zgromadzić trochę kapitału. Do 1921 roku 35% uprawianej ziemi było posiadane przez Hindusów. Sytuacja bezrolnych Hindusów także się poprawiła, gdyż skorzystali z możliwości uzyskania nowej pracy, m.in. jako nadzorcy.

## Kultura
Od początku swej historii, społeczność Maurytyjczyków pochodzenia hinduskiego przywiązuje znaczną wagę do indyjskich tradycji i wierzeń. Również brytyjski rząd kolonialny wspierał na Mauritiusie indyjskie święta i rytuały, zarówno religijne, jak i świeckie. Z powodu przywiązania do własnej kultury różnice między tą grupą etniczną, a innymi mieszkańcami Mauritiusa są spore.